# Bågsporigt gömskinn
Bågsporigt gömskinn (Paullicorticium allantosporum) är en svampart som tillhör divisionen basidiesvampar, och som beskrevs av John Eriksson 1958. Bågsporigt gömskinn ingår i släktet Paullicorticium, och familjen Xenasmataceae. Enligt den svenska rödlistan är arten nära hotad i Sverige. . Artens livsmiljö är skogslandskap.